# Versorgungsflottille

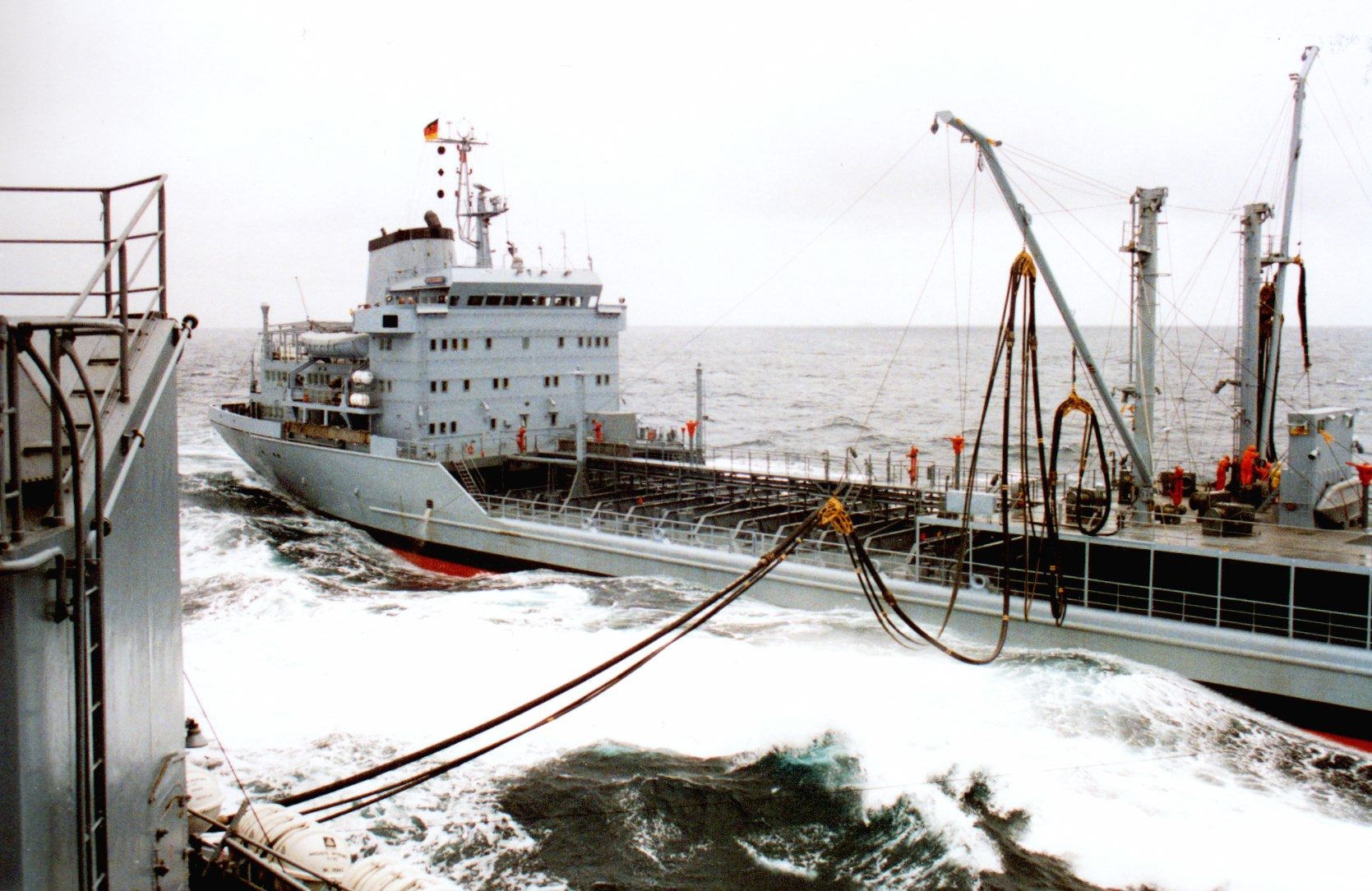
Versorgung einer Fregatte in See durch den Betriebsstofftransporter Spessart

Die Versorgungsflottille war ein Großverband der Bundesmarine, in dem die Tross- oder Versorgungsschiffe zusammengefasst waren. Sie wurde am 1. Oktober 1960 unter der Bezeichnung Kommando der Troßschiffe aufgestellt und am 22. September 1994 aufgelöst.

## Geschichte und Einsätze
Das Vorkommando für das Kommando der Troßschiffe wurde am 1. Januar 1960 in Bremerhaven aufgestellt. Nach dem Umzug nach Brake wurde dort am 1. Oktober 1960 das Kommando der Troßschiffe mit seinem Stab in Dienst gestellt und dem Kommando der Flottenbasis unterstellt. Dem Kommando der Troßschiffe wurden verschiedene Versorgungs- und Unterstützungsschiffe, die zuvor anderen Verbänden angehört hatten, direkt unterstellt.
1965 wurde das Kommando der Flottenbasis aufgelöst, und das Kommando der Troßschiffe wurde dem Marineabschnittskommando Nordsee unterstellt und damit Teil der Flotte. Am 1. Januar 1967 wurde der Verband in Versorgungsflottille umbenannt, und unterstand nunmehr der aus dem Marineabschnittskommando hervorgegangenen Marinedivision Nordsee. Gleichzeitig wurde die Aufstellung zweier der Flottille unterstellter Versorgungsgeschwader befohlen, die am 1. Oktober 1967 in Dienst gestellt wurden. Zu diesem Zeitpunkt verlegte der Stab der Flottille von Brake nach Emden und im Juni 1968 von dort nach Cuxhaven.
Bei einer weiteren Reorganisation der Marine wurde die Versorgungsflottille am 1. Oktober 1972 als Typkommando direkt dem Flottenkommando unterstellt. Diese Regelung blieb bis zur Auflösung der Flottille Ende September 1994 bestehen.
Einheiten der Versorgungsflottille haben alle Marineeinsätzen seit 1990 unterstützt. Dazu gehörten bis 1994 unter anderem:
- Operation Südflanke mit Munitionstransporter Westerwald und Versorger Freiburg
- Operation Sharp Guard mit den Betriebsstofftransportern Rhön und Spessart
- Operation Southern Cross mit dem Betriebsstofftransporter Spessart.

## Organisation und unterstellte Verbände

Der Flottillenstander als Kommandozeichen des Kommandeurs der Versorgungsflottille

An der Spitze der Flottille stand ein Kommandeur im Dienstgrad eines Kapitäns zur See. Ihm stand der Flottillenstab zur Seite.
Während ursprünglich alle Einheiten direkt dem Kommando der Troßschiffe unterstanden, wurden 1967 zwei Versorgungsgeschwader als Zwischenebene aufgestellt. Dem 1. Versorgungsgeschwader in Kiel unterstanden die Einheiten in der Ostsee, während das 2. Versorgungsgeschwader in Wilhelmshaven für die Einheiten in der Nordsee zuständig war. Diese Geschwader blieben nach der Auflösung der Flottille zunächst bestehen und wurden der Zerstörerflottille unterstellt. 1997 wurden sie zum Trossgeschwader in Wilhelmshaven zusammengefasst. Anders als in anderen Geschwadern der Marine lagen die Einheiten der Geschwader nicht geschlossen in einem Stützpunkt, sondern waren auf mehrere Häfen verteilt, um dort die ihnen zugeteilten Verbände zu unterstützen.

### 1. Versorgungsgeschwader
Im Juni 1967 wurde in Kiel mit der Aufstellung des 1. Versorgungsgeschwader begonnen und am 1. Oktober 1967 die Aufstellung abgeschlossen. Dem Versorgungsgeschwader wurde dabei die in den Ostseehäfen vorhandenen Versorger, Munitions- und Minentransporter, Material- und Betriebsstofftransporter, Werkstattschiffe, Seeschlepper und Frischwasserboote zugeteilt. Mit der Auflösung der Versorgungsflottille im Oktober 1994 erfolgte der Unterstellungswechsel zur Zerstörerflottille. Am 31. März 1997 wurde das Geschwader aufgelöst und die Aufgaben durch das Trossgeschwader der Zerstörerflottille übernommen.

#### Kommandeure
- Fregattenkapitän Klaus Hänert (später Kommandeur der Versorgungsflottille): von der Aufstellung bis September 1971
- Kapitän zur See Dietrich Teerling: von Oktober 1971 bis September 1982
- Kapitän zur See Immo von Schnurbein: von Oktober 1982 bis März 1986
- Kapitän zur See Nickels Peter Hinrichsen: von April 1986 bis September 1989
- Kapitän zur See Klaus Kinast: von September 1989 bis September 1994
- Kapitän zur See K. G. John: von Oktober 1994 bis 1996
- Kapitän zur See P. Heinzmann: 1996/97

### 2. Versorgergeschwader
Für den Nordseebereich wurde zu Oktober 1967 das 2. Versorgungsgeschwader aufgestellt. Zunächst lag der Geschwaderstab in Brake, wechselte dann aber im Juni 1968 nach Wilhelmshaven. Das Werkstattschiff Wotan wurde im April 1974 aus der Geschwaderunterstellung ausgegliedert und dem Marinearsenal Wilhelmshaven zugeteilt.
Wie auch das 1. Versorgungsgeschwader wurde auch das 2. Versorgungsgeschwader Ende März 1997 aufgelöst. Die Aufgaben wurde durch das Trossgeschwader der Zerstörerflottille übernommen.

#### Kommandeure
- Fregattenkapitän Adolf Graef, später Kommandeur der Amphibischen Gruppe: von Oktober 1967 bis September 1969
- Fregattenkapitän/Kapitän zur See Günter Hillmann: von Oktober 1969 bis März 1980
- Kapitän zur See Siegfried Stollenwerk: von April 1980 bis  März 1984
- Kapitän zur See Rolf Bretschneider: von April 1984 bis März 1989
- Kapitän zur See Alfred Thomas: von März 1989 bis September 1994
- Kapitän zur See Richard Himstedt: von Oktober 1994 bis 1995, anschließend Kommandeur des 2. Fregattengeschwaders
- Kapitän zur See Ingo Splettstößer: 1996/97

## Aufgaben und Ausrüstung

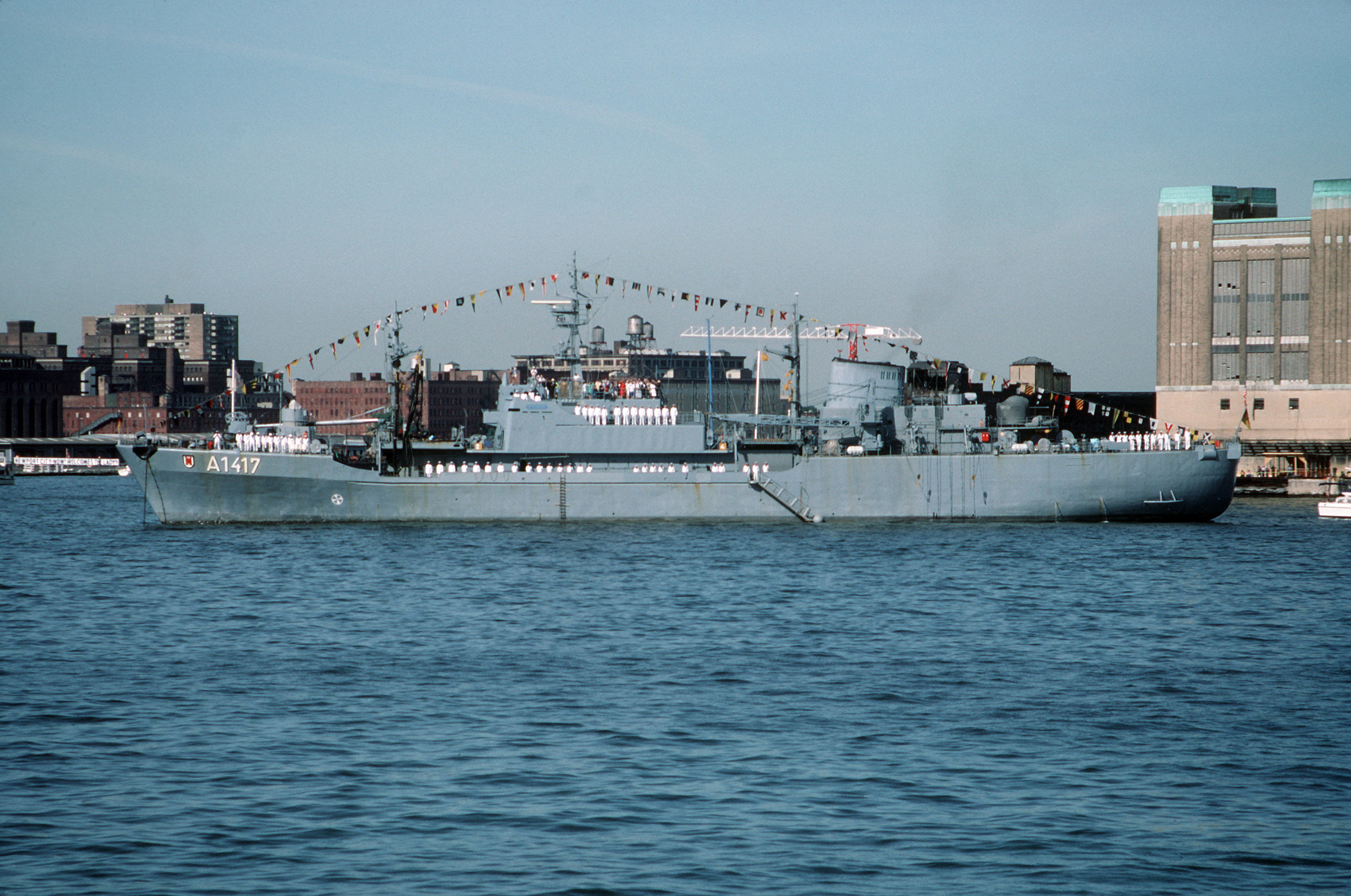
Versorger Offenburg der Lüneburg-Klasse in New York

Die Einheiten der Versorgungsflottille waren für Versorgungsleistungen auf der Stützpunktversorgungsebene zuständig. Dabei ging es der Marine darum, ihre Logistik so zu organisieren, dass die Einsatzbereitschaft auch im Falle der Zerstörung der Landstützpunkte sichergestellt werden sollte. Dazu gehörten neben Versorgungsschiffen auch Werkstattschiffe, Schlepper und sonstige Hilfsschiffe.
Anfangs verfügte die Flottille vor allem über für Marinezwecke umgebaute ehemalige Handelsschiffe. Nachdem die Bundesmarine sich bei ihrem Aufbau zunächst auf Kampfeinheiten konzentriert hatte, begann sie ab Mitte der 1960er Jahre mit der Beschaffung neuer Unterstützungsfahrzeuge, die ihren Bedürfnissen entsprechend ausgelegt waren. Es wurde eine große Zahl von Neubauten beschafft, von denen einige noch immer im Dienst sind. Kern der Flottille waren die acht Kleinen Versorger der Lüneburg-Klasse.

### Erstausstattung
Bis Mitte der 1960er Jahre erhielt das Kommando der Troßschiffe eine Anzahl von Schiffen verschiedener Herkunft, die für ihre Unterstützungsaufgabe umgebaut worden waren. Dazu gehörten:
- Acht Betriebsstofftransporter unterschiedlicher Größe darunter
  - vier größere mit einer Transportladung von 9000 bis 15.000 t (Frankenland, Münsterland, Jeverland, Emsland)
  - zwei mittlere mit einer Transportladung von 3500 bis 4700 t (Harz, Eifel)
  - zwei Kleinere mit einer Transportladung von etwa 1200 t (Bodensee, Wittensee)
- fünf Materialtransporter unterschiedlicher Größe (Angeln, Dithmarschen, Siegerland, Sauerland, Pfälzerland)
- ein Munitionstransporter (Schwarzwald)
- zwei Werkstattschiffe (Odin, Wotan)

Die meisten dieser Fahrzeuge waren zwischen 1943 und 1958 gebaut worden, Jeverland war 1937 von Stapel gelaufen und damit das älteste der Schiffe.

### Neubauten und weitere Beschaffungen

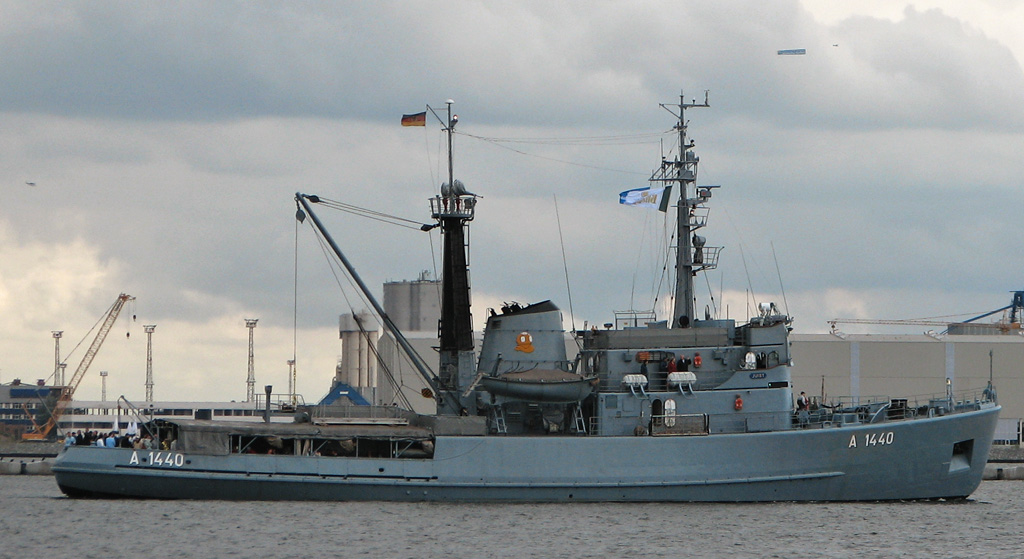
Ex-Seeschlepper Juist, ab 1978 Taucherschulboot

Das ab Mitte der 1960er Jahre einsetzende Programm sah den Bau oder die Beschaffung folgender Einheiten vor, die zum größten Teil aber nicht ausschließlich der Versorgungsflottille unterstellt werden sollten:
- Vier große und acht kleine Versorger
- sieben große und sechs kleine Betriebsstofftransporter (Tanker)
- zwei Materialtransporter
- drei Munitionstransporter
- zwei Minentransporter
- ein Torpedotransporter
- ein großes und vier kleine Werkstattschiffe
- zwei Bergungsschlepper
- sechs Seeschlepper

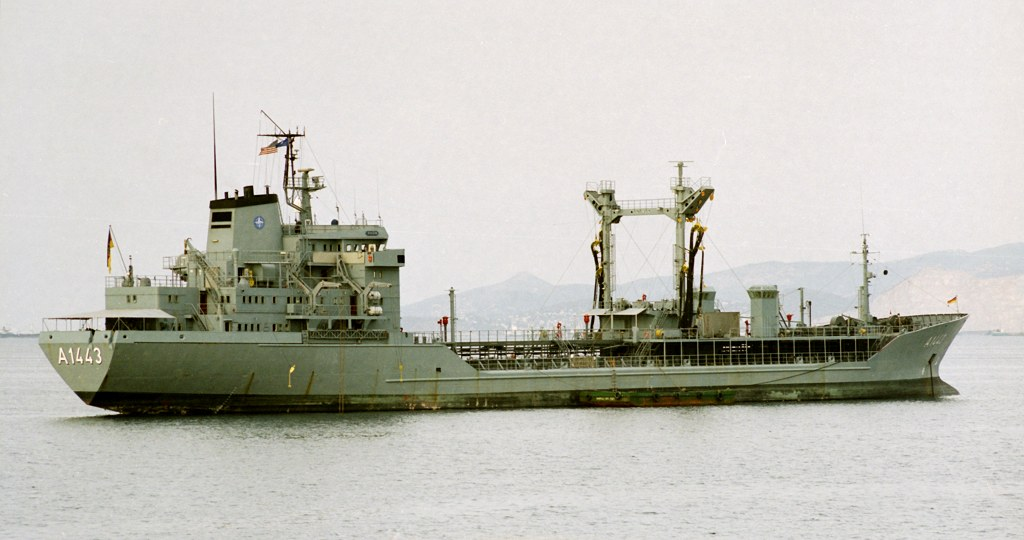
Tanker Rhön

Von diesem Programm wurde realisiert:
- Vier kleine Betriebsstofftransporter der Walchensee-Klasse (Klasse 703) 1966–1967
- zwei Munitionstransporter der Westerwald-Klasse (Klasse 760) 1966–1967
- acht kleine Versorger der Lüneburg-Klasse (Klasse 701) 1966–1968
- zwei Bergungsschlepper der Helgoland-Klasse (Klasse 720) 1966–1967
- sechs Seeschlepper der Wangerooge-Klasse (Klasse 722) 1968–1971

Hinzu kamen zwei Betriebsstofftransporter der Rhön-Klasse (Klasse 704), die 1974–1975 für einen zivilen Reeder gebaut worden waren, 1976 von der Marine erworben und mit einer Seeversorgungseinrichtung ausgestattet wurden. Nach Zulauf dieser Einheiten wurde ein Teil der Erstausstattung abgegeben.
Von den vier vorgesehenen Werkstattschiffen wurden zwei beschafft (Odin und Wotan). Die beiden Minentransporter der Sachsenwald-Klasse gehörten nach der Indienststellung 1969 kurzzeitig zum 1. Versorgungsgeschwader und wurden der Flottille der Minenstreitkräfte unterstellt.

### Nicht realisierte Projekte
Ein Teil des Bauprogramms konnte nicht umgesetzt werden, so dass die angestrebte schwimmende Basis nur zum Teil realisiert wurde. Die schwimmende Werkstattkomponente beschränkte sich auf die zwei aus den USA erworbenen Werkstattschiffe, obwohl man weitere Plattformen in den USA für den Umbau erworben hatte (→ Amphibische Gruppe#Sonstige Verwendung von Landungsschiffen in der Marine). Stattdessen wurden die Tender der Bootsgeschwader mit einer auf das jeweilige Waffensystem spezialisierten Systemunterstützungsgruppe (SUG) für dringende Instandsetzungsarbeiten ausgestattet.

## Kommandeure
Mit der Aufstellung beauftragt:
- Fregattenkapitän Franz Burkhardt: von Juni 1959 bis Dezember 1960

Kommandeure Kommando der Trossschiffe:
- Fregattenkapitän Herbert Schultz: von Januar 1961 bis Juli 1962
- Fregattenkapitän/Kapitän zur See Hans-Walter Buch: von August 1962 bis April 1965
- Kapitän zur See Hans Heidtmann: von April 1965 bis Dezember 1966

Kommandeure Versorgungsflottille:
- Kapitän zur See Hans Heidtmann: von Januar 1966 bis März 1968
- Kapitän zur See Albert Müller: von April 1968 bis September 1971
- Kapitän zur See Klaus Hänert: von Oktober 1971 bis März 1977
- Kapitän zur See Walter Flentge: von April 1977 bis September 1983
- Kapitän zur See Hanns-Joachim Gamböck: von Oktober 1983 bis September 1992
- Kapitän zur See Reinhold Siebert: von Oktober 1992 bis Juni 1993
- Kapitän zur See Horst Rehse: von Juli 1993 bis September 1994